# Streifenwanze

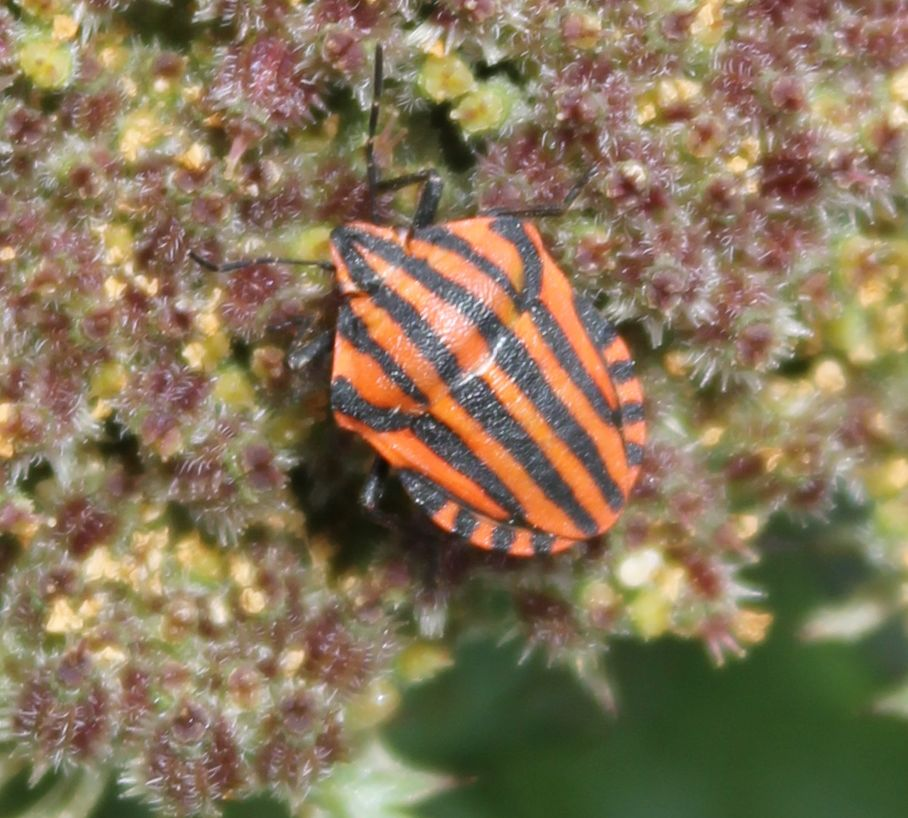
Gelbrote Variante, Mittelmeerraum

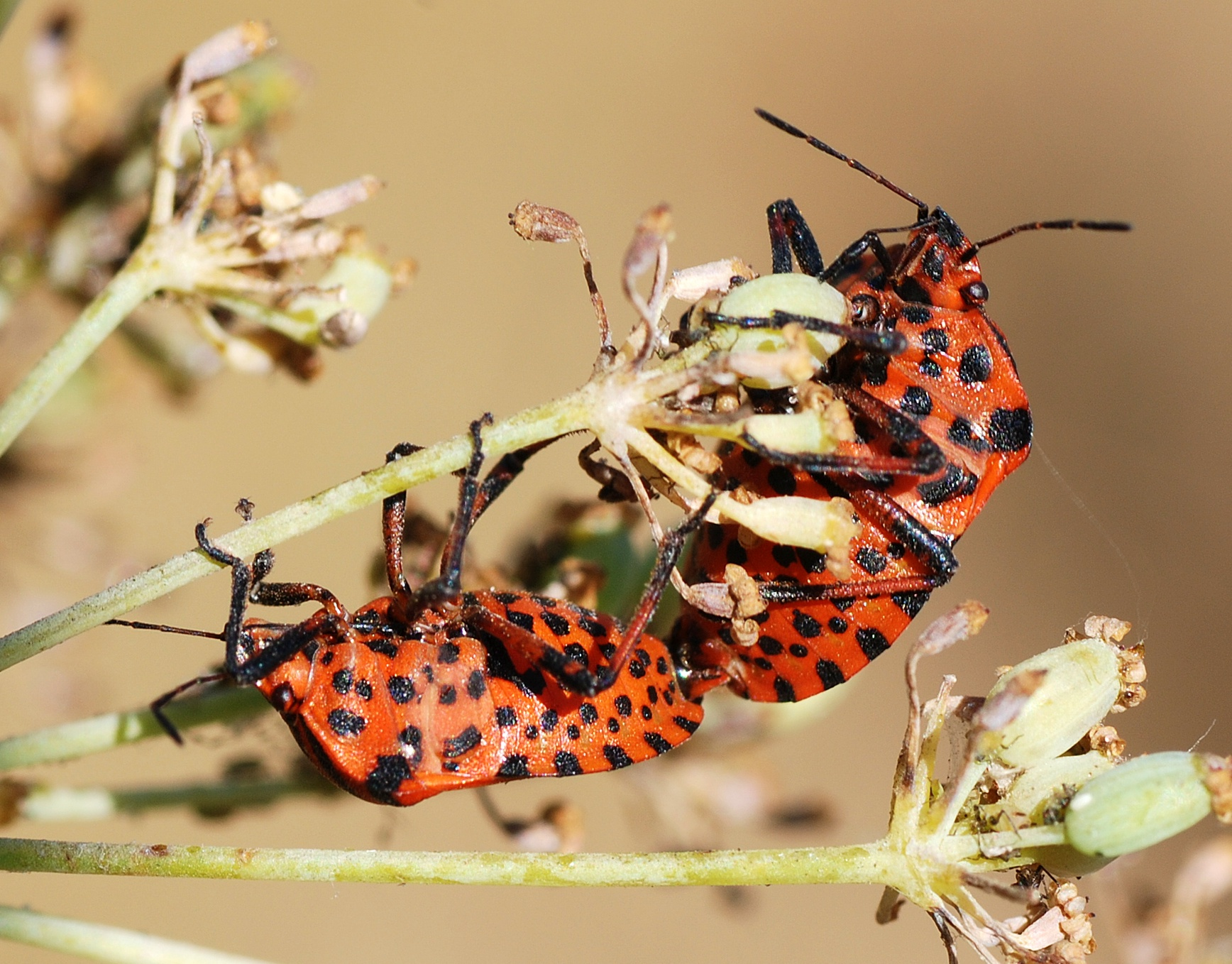
Unterseiten von Streifenwanzen bei der Paarung

Die Streifenwanze (Graphosoma italicum) ist eine Wanze aus der Familie der Baumwanzen (Pentatomidae). In der deutschen Literatur wurde sie meist unter dem Namen Graphosoma lineatum aufgeführt. Genetische Untersuchungen konnten aber plausibel machen, dass Graphosoma lineatum nur auf Sizilien und in Nordafrika vorkommt.

## Merkmale
Die Tiere erreichen eine Körperlänge von 8 bis 12 Millimetern. Sie sind durch ihr auffälliges, namensgebendes Streifenmuster in Mitteleuropa unverwechselbar. Sie tragen auf der Oberseite sechs schwarze Längsstreifen auf rotem oder gelbrotem Grund. Die Unterseite ist rot und trägt schwarze Punkte. Untypisch für Baumwanzen insgesamt, aber charakteristisch für die Unterfamilie Podopinae ist das sehr große Schildchen (Scutellum), das die gesamten Vorderflügel (Hemielytren) überdeckt. Die Fühler und Beine sind schwarz. Von Graphosoma lineatum im engeren Sinne unterscheidet vor allem die Farbe der Beine. Diese sind bei Graphosoma italicum ganz oder großteils schwarz, bei Graphosoma lineatum rot. Unterschiede in den Genitalmerkmalen existieren weder bei Männchen noch bei Weibchen. In Südeuropa kommen weitere, ähnliche Arten der Gattung wie etwa die Fleckige Streifenwanze (Graphosoma semipunctatum, früher auch im südlichen Mitteleuropa) vor.
Im Gegensatz zu den Imagines mit auffallender Warnfärbung sind die Larven der Art unauffällig bräunlich gefärbt.

## Verbreitung und Lebensraum
Die Art ist westpaläarktisch verbreitet und kommt im gesamten Mittelmeerraum und im angrenzenden Westasien, östlich bis in den Iran, vor, wobei sich die nördliche Ausbreitungsgrenze stark schwankend verändert. In den letzten Jahrzehnten hat sich die Nordgrenze in West- und Mitteleuropa stark nach Norden ausgedehnt, sodass die Art nunmehr bis zur Nord- und Ostsee (Jütland und Südschweden) auftritt. In Deutschland kommt die Art mit Ausnahme des Nordwestens überall vor und ist gebietsweise nicht selten. In Österreich ist die Streifenwanze weit verbreitet, aber nur lokal häufig. Die Tiere besiedeln offene bis halbschattige Bereiche in trockenen bis feuchteren Lebensräumen. Man findet sie auch in höheren Lagen der Mittelgebirge.

## Lebensweise
Man findet die Streifenwanzen an Doldenblütlern (Apiaceae), wie etwa an Pastinaken (Pastinaca), Haarstrang (Peucedanum), Engelwurzen (Angelica), Möhren (Daucus), Giersch (Aegopodium) und Mannstreu (Eryngium). In den höheren Lagen der Mittelgebirge findet man sie an Bärwurz (Meum athamanticum), in Gärten auch an Kulturpflanzen wie Dill (Anethum graveolens) oder Fenchel (Foeniculum vulgare). Gehölze in der Nähe der Pflanzen, auf denen man die adulten Tiere im Frühjahr häufiger antrifft, scheinen günstig für den Bestand der Wanzen zu sein.
Sowohl die Nymphen, als auch die adulten Tiere sitzen meist auf ihren Nahrungspflanzen und saugen dort an den reifenden Samen. Die Imagines überwintern in trockener Bodenstreu oder in Pflanzenpolstern. Die Kommunikation der sehr vereinzelt lebenden Tiere zum Zusammenfinden der Paare erfolgt über akustische Schmalband-Signale, die durch Bauchvibrationen erzeugt und über die Pflanze weiter geleitet werden. Das Frequenzspektrum mit ca. 100 Hz Grundfrequenz und Oberschwingungen unter 1000 Hz ist auf die Resonanzeigenschaften ihrer Wirtspflanzen abgestimmt. Die Paarung findet ab Ende Mai und insbesondere im Juni statt; die Weibchen legen dann über den Zeitraum Juni/Juli ihre Eier ab. Adulte Tiere der neuen Generation treten ab Ende Juli oder August auf, Nymphen kann man aber bis in den Oktober beobachten. Pro Jahr wird eine Generation ausgebildet.
Die aposematisch gefärbten Imagines besitzen in ihrem Metathorax Drüsenausführgänge für ein Wehrsekret, mit dem sie Fressfeinde zurückschrecken können.

## Entwicklungsstadien
Auf den folgenden Bildern sind die Entwicklungsstadien der Streifenwanze zu sehen.

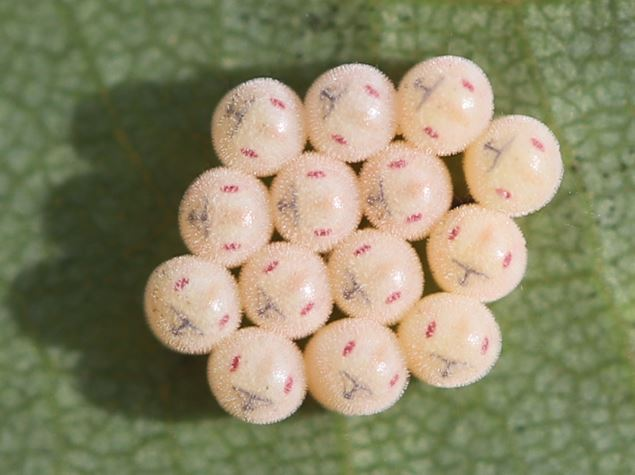
Eigelege
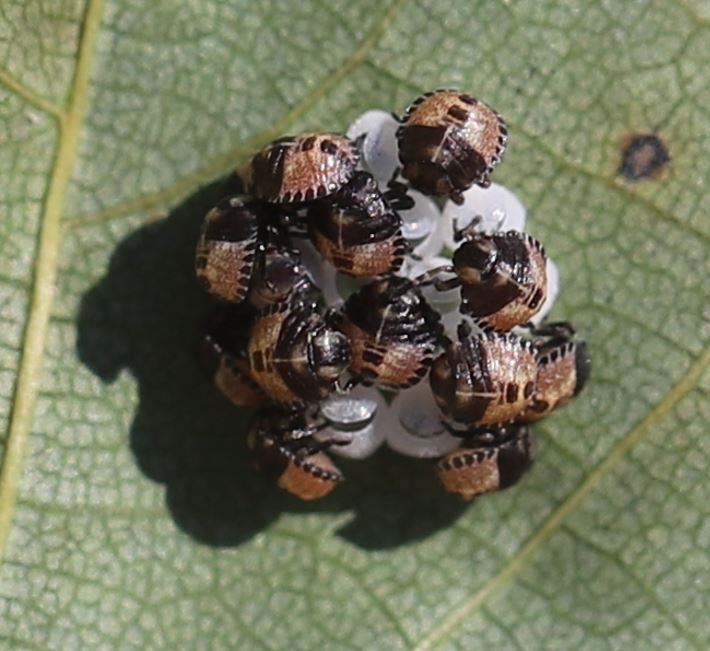
Frisch geschlüpfte Wanzen
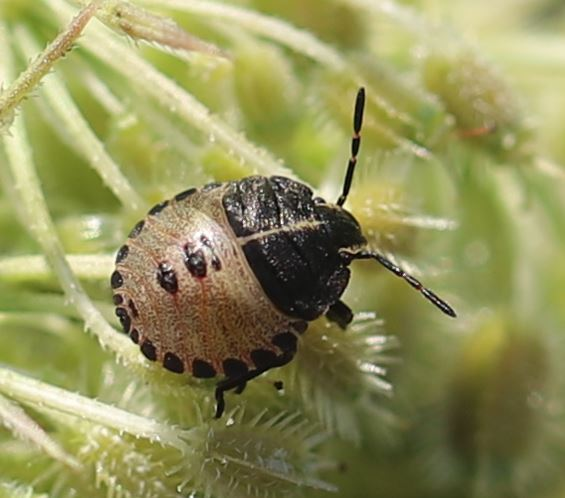
Jungnymphe an Wilder Möhre
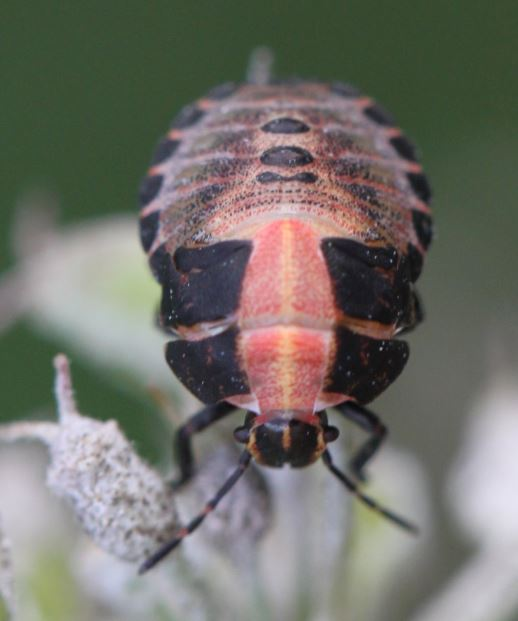
Nymphe bei einer Häutung
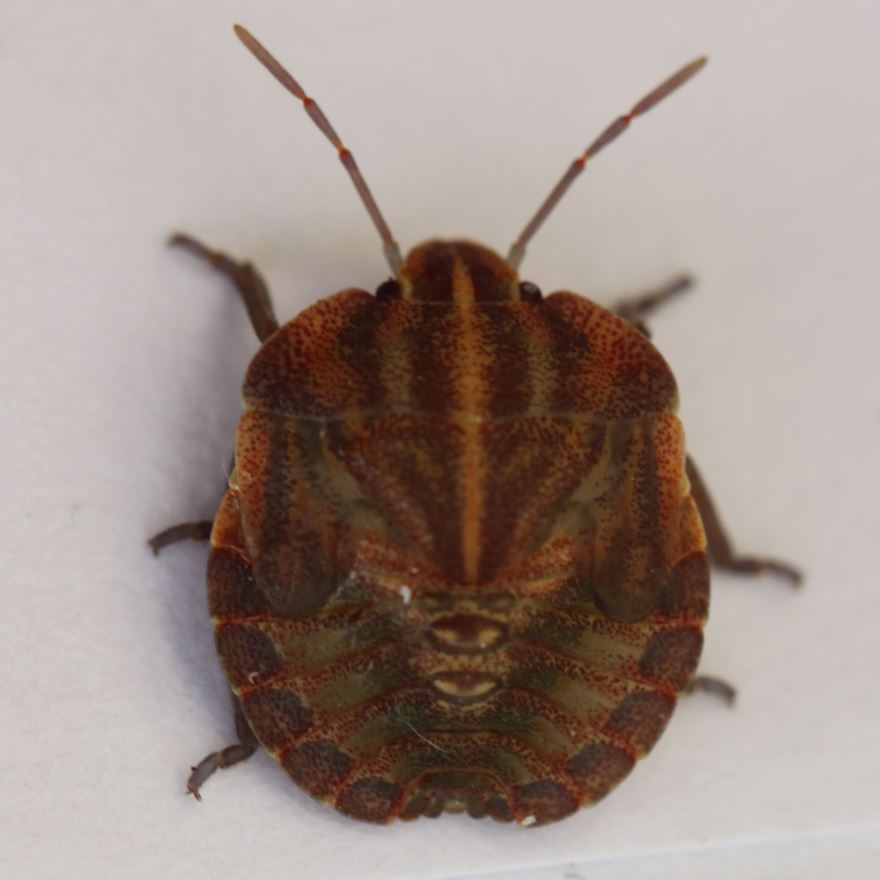
5. Nymphenstadium kurz nach der Häutung
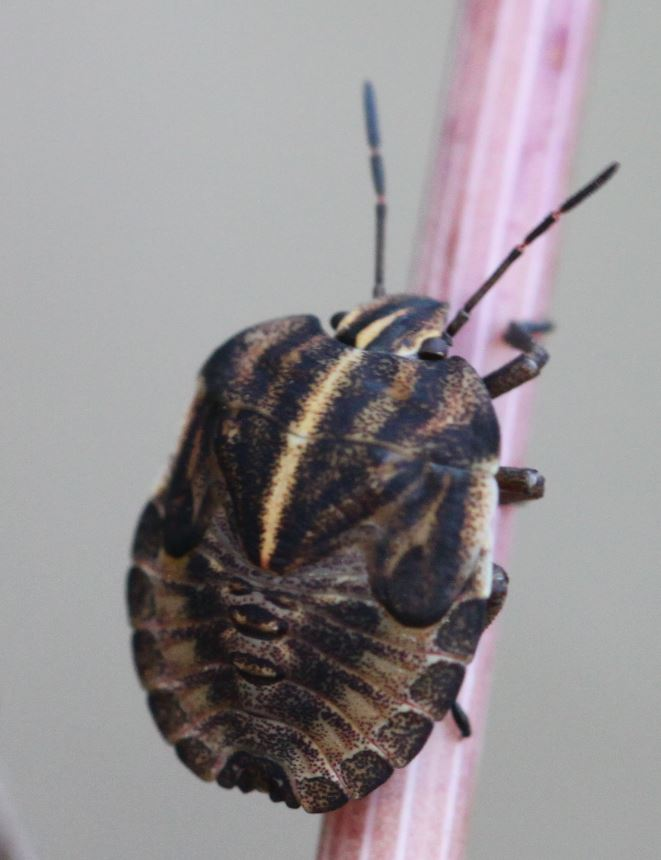
5. Nymphenstadium
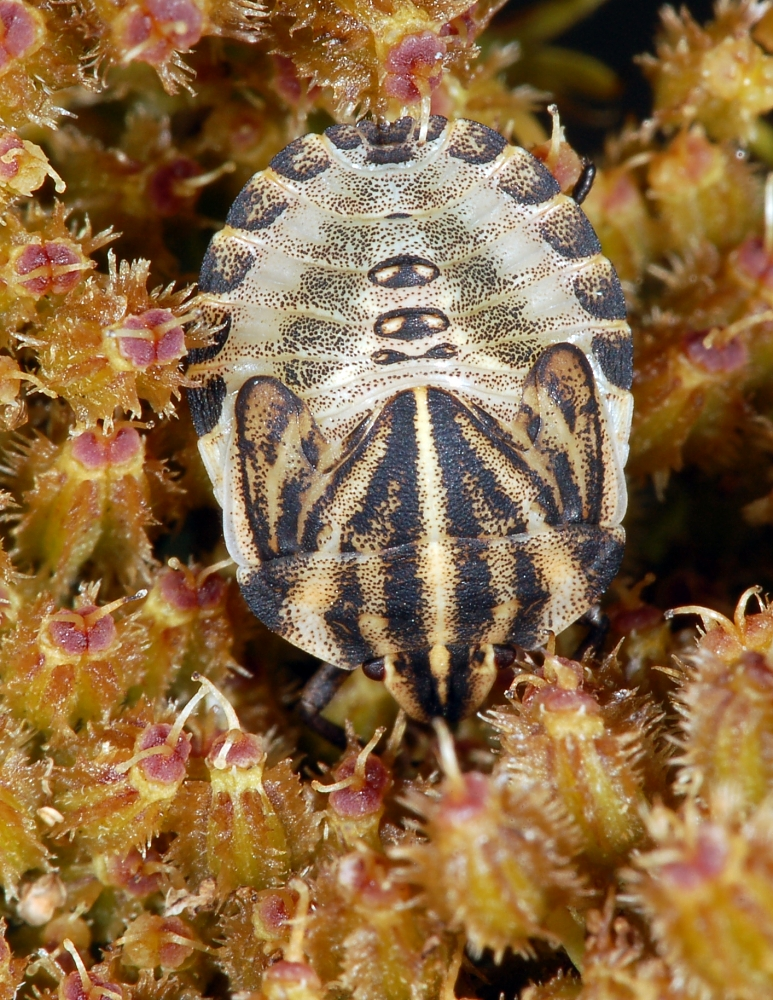
Ebenfalls 5. Nymphenstadium
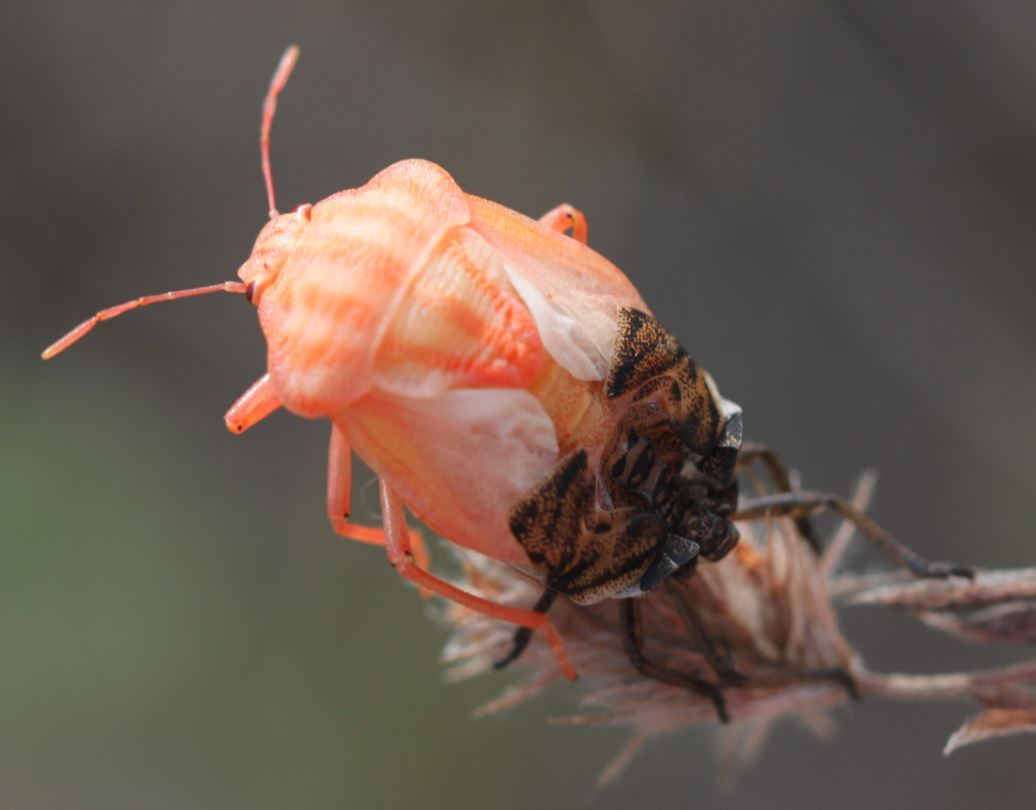
Letzte Häutung

## Taxonomie
Die Art wurde von Otto Friedrich Müller, als Cimex italicus, erstbeschrieben. Auguste Puton synonymisierte sie 1881 mit Graphosoma lineatum, was bis 2006 allgemein akzeptiert worden ist. François Dusoulier und Roland Lupoli betrachteten sie dann erneut als valide, von Graphosoma lineatum verschiedene Art. Dies wurde aber zunächst nicht allgemein akzeptiert, die Art wurde als Unterart von Graphosoma lineatum aufgefasst oder ihre Existenz sogar ganz zurückgewiesen. Erst nachdem durch genetische Daten untermauert werden konnte, dass es sich nicht nur um eine Farbvarietät der Streifenwanze handelt, fand die Trennung weitere Akzeptanz.
Die Gattung Graphosoma umfasst insgesamt zehn Arten, die paläarktisch in Asien, dem Mittelmeerraum und Europa verbreitet sind. In Südeuropa kommen fünf Arten vor. Graphosoma italicum ist die einzige mitteleuropäische Art.

## Belege